# Сърбица
Сърбица (на македонска литературна норма: Србица; на албански: Sërbica) е село в Северна Македония, община Кичево.

## География
Селото е разположено в областта Горно Кичево в западните поли на Челоица.

## История
На 1 km северно от селото е разположена късноантичната и средновековна крепост Маркулия.
Според „Кичево в миналото си и сега“ Сърбица е българско село, потурчено след XVI век.
В XIX век Сърбица е село в Кичевска каза на Османската империя. В „Етнография на вилаетите Адрианопол, Монастир и Салоника“, издадена в Константинопол в 1878 година и отразяваща статистиката на населението от 1873 година, Сърбиската (Srbiskata) е посочено като село със 158 домакинства с 400 жители мюсюлмани и 92 българи.
Според статистиката на Васил Кънчов („Македония. Етнография и статистика“) към 1900 година в Сърбица живеят 850 българи мохамедани.
На Етнографската карта на Битолския вилает на Картографския институт в София от 1901 година Сърбица е чисто помашко (българско мохамеданско) село в Кичевската каза на Битолския санджак с 200 къщи.
След Междусъюзническата война в 1913 година селото попада в Сърбия.
На етническата си карта на Северозападна Македония в 1929 година Афанасий Селишчев отбелязва Сърбица като българско село.
Според преброяването от 2002 година селото има 1862 жители.
| Националност | Всичко |
| македонци    | 0      |
| албанци      | 1859   |
| турци        | 0      |
| роми         | 0      |
| власи        | 0      |
| сърби        | 0      |
| бошняци      | 0      |
| други        | 3      |

От 1996 до 2013 година селото е част от община Осломей.

## Личности
Родени в Сърбица
- Муса Демири (р. 1955), албански революционер
- Назиф Балажи (1911 – ?), югославски политик
- Омер Калеши (1932 - 2022), югославски историк и ориенталист
- Фатмир Дехари (р. 1974), албански революционер и северномакедонски политик
- Хасан Калеши (1922 – 1976), югославски историк и ориенталист